# Принци в Тауері

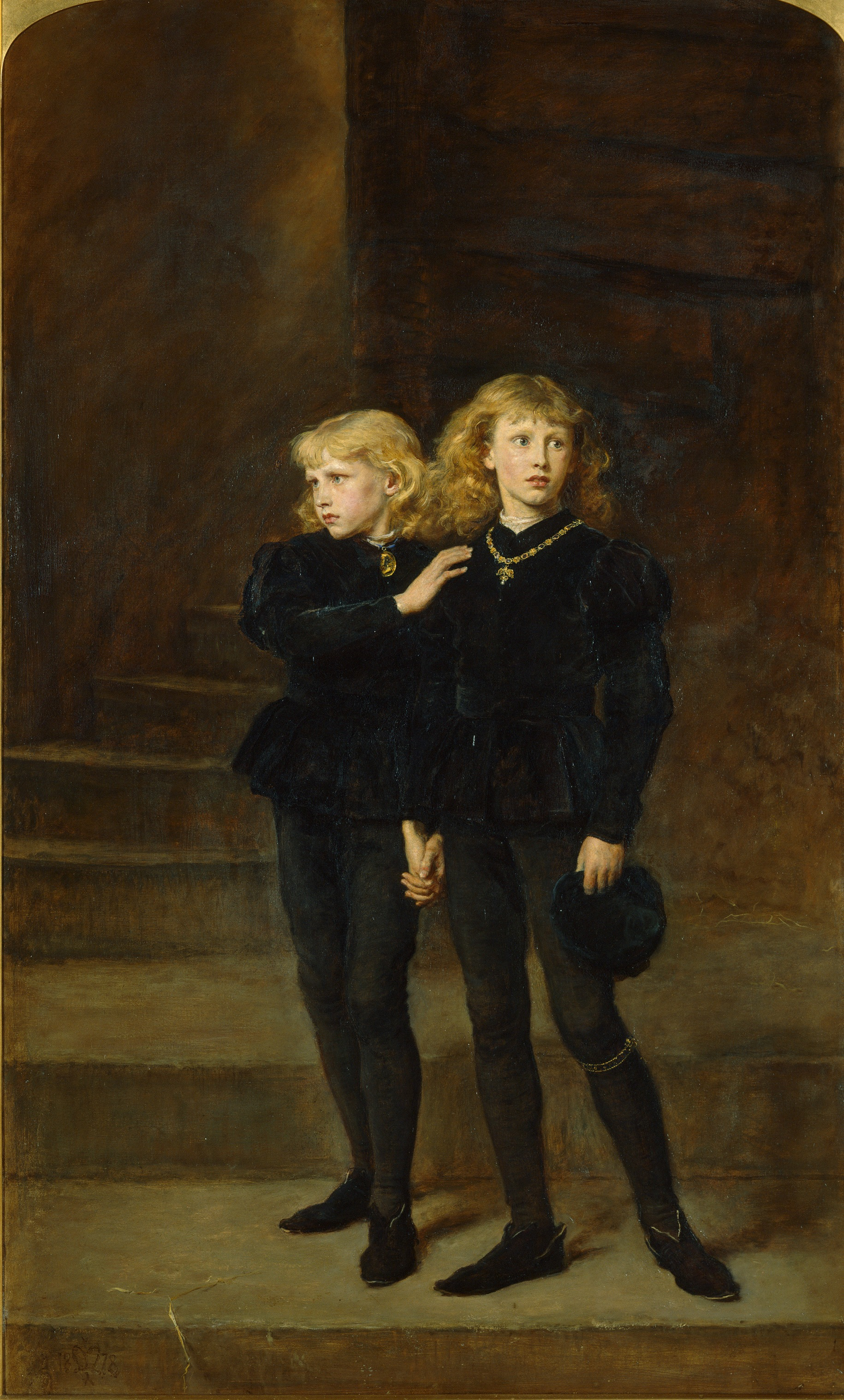
Джон Еверетт Мілле. Принци в Тауері. 1878

Принци у Тауері — Едуард V (4 листопада 1470—1483) і його брат Річард Йоркський (17 серпня 1473—1483), були синами англійського короля Едуарда IV та Єлизавети Вудвілл. У 1483 році парламент Великої Британії видав закон, відомий як Titus Regius, яким оголосив обох принців незаконнонародженими. Ставший королем Англії дядько принців, Річард III, помістив до лондонського Тауеру. Після літа 1483 року про принців не було жодних відомостей, їхня подальша доля невідома, вважається, що вони вмерли, або були убиті у Тауері.
У 1674 році під час ремонтних робіт у Білій вежі під сходами були знайдені два дитячих скелети. Тоді ж їх стали вважати за залишки двох принців, і Карл II наказав перенести їх до Вестмінстерського абатства. У 1933 році могилу відкрили для ідентифікації залишків та визначення, чи належать ці останки принцам, проте цього зробити не вдалось.

## Версії вбивства
За найпоширенішою версією принци були вбиті за наказом Річарда III. Виконавцями могли бути відданий лицар на службі Річарда, сер Джеймс Тайрелл, який в 1502 році під тортурами зізнався у вбивстві принців, і права рука Річарда, герцог Бекінгем. Також є версія, що принци були убиті після 1485 року за наказом Генріха VII, який заради збільшення своєї легітимності одружився із сестрою принців, Єлизаветою Йоркською.
Томас Мор писав, що констебль Тауера Роберт Брекенбері відмовився вбивати принців за наказом Річарда III, але потім згодився віддати ключі від Тауера Джеймсу Тайреллу, який і організував вбивство. За Мором вбивство сталося в серпні або вересні 1483 року.